# Mikaelidansen
Mikaelidansen är ett studioalbum av Björnlert, Löfberg, Pekkari, utgivet 2000 på skivbolaget Giga Folkmusik. Skivan är trions första tillsammans.

## Låtlista
1. "Loftahammarspolskan" (efter Karl Andersson) - 3:14
2. "Ljunggrens låga" (polska efter Nils Bernhard Ljunggren) - 3:08
3. "Donats långdans" (efter Sven Donat) - 2:45
4. "Brudpolska" (av Jonas Börjesson) - 3:53
5. "Polska" (efter Bengt Håkansson) - 3:04
6. "Polska" (från Hult efter Svante Rosén) - 2:07
7. "Lackströms polska" - 3:03
8. "Långdanser" (efter Joh. Magnusson) - 3:03
9. "Polska" (från Tuna) - 2:21
10. "Polska" (efter Pelle Fors) - 2:36
11. "Flageolettpolskan" (efter Pelle Fors) - 2:57
12. "Magdalenapolskan" (efter Carl Gustav Åstrand) - 3:07
13. "Gustav Perssons vals" - 2:27
14. "Ydrepolskan" (efter Lasse i Svarven) - 2:01
15. "Groddavalsen" (efter August Fredin) - 2:58
16. "Fyrareprisar'n" (schottis efter Johan Magnus Dahl) - 3:14
17. "Engelskor" - 3:10
18. "Ölandsmarschen" (efter Anders Johan Eriksson) - 2:43
19. "Polska" (efter August Fredin) - 3:05
20. "Brännvinspolska" (efter Spel-Bengten och Luringen) - 2:41
21. "Flickornas Mikaelidans" (polska efter Ida i Rye) - 2:32
22. "Stenbockens marsch" (efter Pelle Ror)/ "Polska" (av Sven Donat) - 4:59

## Medverkande musiker
- Bengt Löfberg - fiol
- Erik Pekkari - tvåradigt durspel, cittra
- Pelle Björnlert - fiol